# Sahar Moghadass
Sahar Moghadass (en persan : سحر مقدس), plus connue sous le nom mononymique de Sahar (en persan : سحر), est une chanteuse, musicienne et danseuse iranienne. Elle est connue pour ses contributions à la musique pop persane,.

## Biographie
Sahar est née le 4 décembre 1985 à Téhéran d'un père téhranien et d'une mère semnanienne. Son grand-père est d'origine bulgare.
Sahar a développé un intérêt pour la musique dès son plus jeune âge. Sa famille l'a encouragée à suivre des cours de musique et de solfège avec Mohammad Nouri, une célébrité de la musique pop et folk iranienne. Sahar a obtenu une licence de concert pour femmes du ministère de la Culture et de l'Orientation islamique à l'âge de 17 ans, puis une licence de lettres de l'Université de Téhéran.

## Carrière
Sahar a participé dans des événements réservés aux femmes dans le cadre de la politique de ségrégation sexuelle du gouvernement iranien. En 2004, Sahar a quitté l'Iran en raison des restrictions imposées aux artistes et a émigré aux Émirats arabes unis où elle a obtenu la nationalité émiratie,.
Les débuts professionnels internationaux de Sahar ont eu lieu en 2012 avec la chanson To Nabashi [You Are Not], mais elle n'a pas atteint une notoriété généralisée avant 2017. Sahar a épousé le compositeur et producteur iranien Saeed Emami.

## Monoplages
| Titre                        | Année | Notes                                          |
| ---------------------------- | ----- | ---------------------------------------------- |
| Yomg'ir                      | 2006  |                                                |
| Orzu                         | 2006  |                                                |
| To Nabashi                   | 2012  |                                                |
| Maghroor                     | 2012  |                                                |
| Hess                         | 2013  |                                                |
| Khodahafez                   | 2013, |                                                |
| Dooset Daram                 | 2014  |                                                |
| Chi Shod Avaz Shodi          | 2014  |                                                |
| Bedoone Man                  | 2016  |                                                |
| Yekam Yekam (Ft Sasy Mankan) | 2016  | en collaboration avec le chanteur iranien Sasy |
| Behtarin Mard                | 2016  | Remix                                          |
| Ey Vay                       | 2016  |                                                |
| Barf                         | 2017  |                                                |
| Ey Jan                       | 2017  |                                                |
| Boghz                        | 2017  |                                                |
| Khastam                      | 2017  |                                                |
| Faghat 10 Salete             | 2018  |                                                |
| Che Halie                    | 2018  |                                                |
| Shaame Romantic              | 2018  |                                                |
| Azadi                        | 2018  |                                                |
| Lajbaz                       | 2019  |                                                |
| Ki Asheghet Karde            | 2019  |                                                |
| Heif                         | 2019  |                                                |
| Do Nafare                    | 2019  |                                                |
| Del                          | 2020  |                                                |
| Mo Bi To                     | 2020  |                                                |
| Gharar                       | 2020  |                                                |
| Agha                         | 2021  |                                                |
| Almas Album                  | 2021  |                                                |